# كير فور أفريكا
كير فور أفريكا (بالإنجليزية: Care for Africa)‏ هي مؤسسة خيرية أسترالية تشجع الشباب الأسترالي على السعي في تقديم الخير للناس في حياتهم والتفكير في الأقل منهم حظا الذين يعايشون الظروف الصعبة  في دول العالم الثالث في أفريقيا. اسم المجموعة الكامل هو مؤسسة بيتر هيويت لرعاية أفريقيا (Peter Hewitt Care For Africa Foundation Inc).
أسس المؤسسة في عام 2007 ديانا موريسون ود. بيتر هيويت بعد زيارتهم لتانزانيا وكينيا في يونيو 2006. لقد شاركت المؤسسة بالفعل في العديد من المشروعات في بعض الأماكن الأكثر فقرا في أفريقيا مثل تاريم في إقليم مارا في تنزانيا وي جنوب كينيا.
لقد تم عمل مشاريع أخرى عديدة في تلك المناطق تتضمن إرسال الأيتام للمدارس، إنشاء مكتبات في المدارس، وتوفير مياه جارية لمرافق الرعاية الصحية المحلية.